# 26970 Eliáš
26970 Eliáš è un asteroide della fascia principale. Scoperto nel 1997, presenta un'orbita caratterizzata da un semiasse maggiore pari a 2,8668796 UA e da un'eccentricità di 0,0699974, inclinata di 0,96132° rispetto all'eclittica.